# Titularbistum Cinna
Das Bistum Cinna (italienisch diocesi di Cinna, lateinisch Dioecesis Cinnaea) ist ein Titularbistum der römisch-katholischen Kirche.
Es geht zurück auf ein untergegangenes Bistum, das sich in der römischen Provinz Galatia befand. Es gehörte zur Kirchenprovinz Ankyra. 
| Titularbischöfe von Cinna |                                    |                                                                                          |                    |                    |
| Nr.                       | Name                               | Amt                                                                                      | von                | bis                |
| 1                         | William Maire                      | Apostolischer Koadjutorvikar, Apostolischer Vikar von Northern District (Großbritannien) | 1. Oktober 1767    | 25. Juli 1769      |
| 2                         | Józef Kazimierz Kossakowski        | Weihbischof in Vilnius (Polen-Litauen)                                                   | 13. März 1775      | 17. September 1781 |
| 3                         | Antonin Malinowski OP              | Weihbischof in Samogitien (Polen-Litauen)                                                | 23. September 1782 | 1816               |
| 4                         | Pedro Alcántara Jiménez OPraem     | Apostolischer Vikar von Montevideo (Uruguay)                                             | 19. Oktober 1830   | Februar 1843       |
| 5                         | Józef Cybichowski                  | Weihbischof in Gniezno (Polen)                                                           | 12. Juli 1867      | 6. März 1887       |
| 6                         | Jules Bruguière (Brughiero) CM     | Apostolischer Vikar von Southwestern Chi-Li (China)                                      | 29. Juli 1891      | 19. Oktober 1906   |
| 7                         | Carlos de Jesús Mejía y Laguana CM | emeritierter Bischof von Tehuantepec (Mexiko)                                            | 2. September 1907  | 3. Mai 1937        |
| 8                         | Mateo Múgica Urrestarazu           | emeritierter Bischof von Vitoria (Spanien)                                               | 12. Oktober 1937   | 29. Oktober 1968   |